# Naqa
Naqa o Naga'a (árabe: ٱلـنَّـقْـعَـة, translit. An-Naqʿah) es una ciudad antigua - hoy en ruinas - del Reino de Kush de Meroë en el Sudán actual. La antigua ciudad se encuentra a unos 170 km al noreste de Jartum y a unos 50 km al este del río Nilo. Aquí ramblas pequeñas de la región de Butana se juntan con el Wadi Awateib que más al norte en Wad ban Naqa se une al Nilo. El sitio era sólo un viaje en camello o burro desde el Nilo, y podía servir como estación comercial en el camino hacia el este; por lo tanto, tenía una importancia estratégica.
Naqa fue uno de los centros del Reino de Meroë, que sirvió de puente entre el mundo mediterráneo y África. El sitio cuenta con dos notables templos, uno dedicado a Amón y otro a Apedemak, que también cuenta con un quiosco romano. Juntos con Meroë y Massawarat es-Sufra, el sitio forma parte de la Isla de Meroe, y fue declarado Patrimonio de la Humanidad por la UNESCO en 2011.

## Recerca

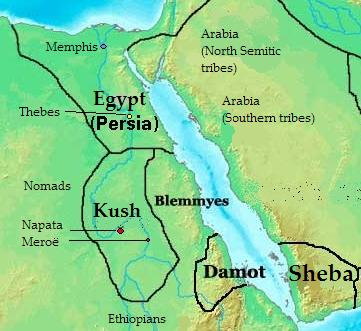
Mapa de reinos, estados y tribus en África en el año 400 a. C.

Los primeros viajeros europeos llegaron a Naqa en 1822, luego Hermann von Pückler-Muskau en 1837. En 1843 fue visitado por Karl Richard Lepsius. En los años sesenta un equipo de la Universidad Humboldt de Berlín documentó el templo y restauró parte del sitio junto con el cercano Massawarat es-Sufra. Desde 1995 un equipo germano-polaco Naqa está excavando en Naqa.

## Estructura
Naqa comprende varios templos meroiticos que datan del siglo IV a. C. al siglo IV d. C., así como ruinas de una aparente aglomeración urbana y varios cementerios. Se encontraron restos de varios templos, pero los dos más grandes y significativos de Naqa son los templos de Amón y Apedemak, también conocidos como el Templo del León. Ambos están bien conservados.

### Templo de Amón

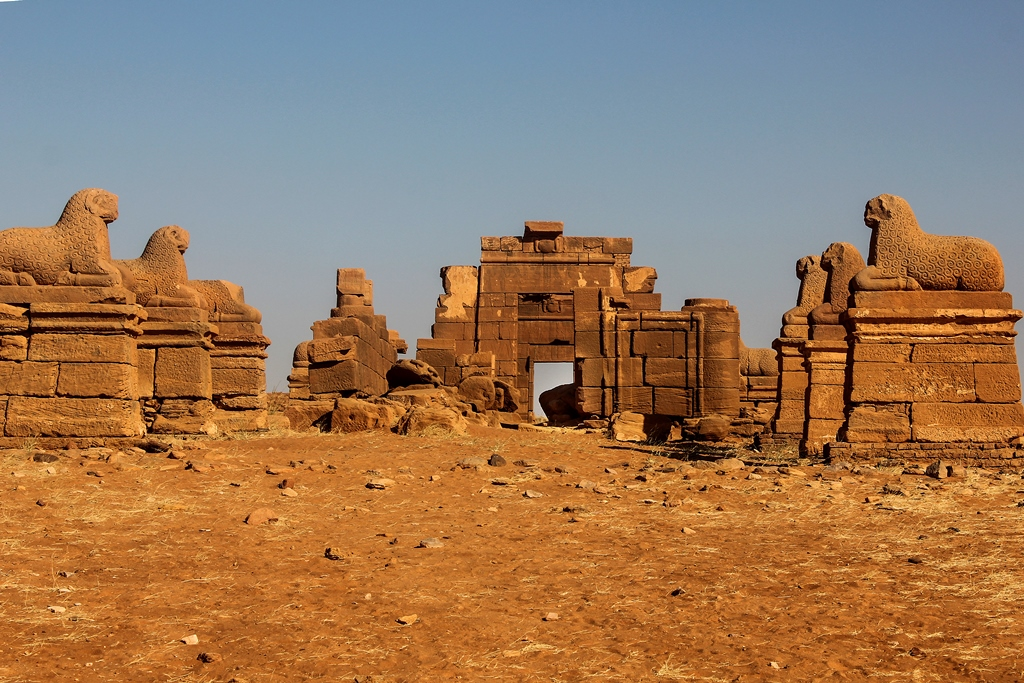
El templo de Amón

El templo de Amón fue fundado por el rey Natakamani y tiene 100 m de largo. Alineado sobre un eje este-oeste y hecho de piedra arenisca, el templo está diseñado en estilo egipcio, con una corte exterior y una columnata de carneros similares a los templos de Amón en Gebel Barkal y Karnak, que conduce a una sala hipóstila que contiene el santuario interior (naos). Las principales entradas y paredes del templo contienen grabados en relieve.
En 1999 en el santuario interior del templo se descubrió un "altar", que incluye iconografía y nombres escritos en jeroglíficos del rey Natakamani y su esposa Amanitore, fundadores del templo. El altar se considera único para Sudán y Egipto en ese período de tiempo. Una quinta estatua del rey Natakamani también fue descubierta en esta sala junto con una estela de piedra conmemorativa de la reina Amanishakheto, quien se cree que gobernaba a los Meroitas antes del reinado de Natakamani y Amanitore. El anverso muestra un delicado bajo-relieve de la reina y de la diosa Amesemi. El reverso y los lados de la estela contienen jeroglíficos meroiticos no descifrados.

### Templo del León
Al oeste del templo de Amón se encuentra el templo de Apedemak o Templo del León. Apedemak era un dios guerrero con cabeza de león. 
El templo está considerado un ejemplo clásico de la arquitectura kushita. En sus pilonos aparecen Natakamani a la izquierda y Amanitore a la derecha, ejerciendo poder divino sobre sus prisioneros. No está claro quiénes son exactamente los prisioneros, aunque los registros históricos han revelado que los kushitas a menudo chocaban con los clanes invasores del desierto. En los laterales hay finas representaciones de Apedemak, representado por una serpiente con cabeza de león que emerge de una flor de loto. A los lados del templo hay representaciones de los dioses Amón, Horus y Apedemak acompañados por el rey. La cara norte del templo muestra las diosas Isis, Mut, Hathor, Amesemi y Satet. En la pared trasera del templo se encuentra una representación del dios león de tres cabezas y cuatro brazos recibiendo ofrendas del rey y de la reina. En el interior del templo hay una talla del dios Serapis, representado con barba de estilo grecorromano.
Aunque la arquitectura del templo principal de Apedemak está fuertemente influenciada por la arquitectura del Antiguo Egipto, algunas de las representaciones del rey y de la reina son buenos ejemplos de las diferencias entre el arte egipcio y kushita. El rey Natakamani y la reina Amanitore están representados con cabezas redondas y hombros y caderas anchos, que es más típico del arte africano. Así que el templo de Apedemak ilustra profundamente la fusión de las influencias artísticas de los kushitas, especialmente si se tiene en cuenta el quiosco romano cercano claramente influenciado por la antigua Grecia y Roma.

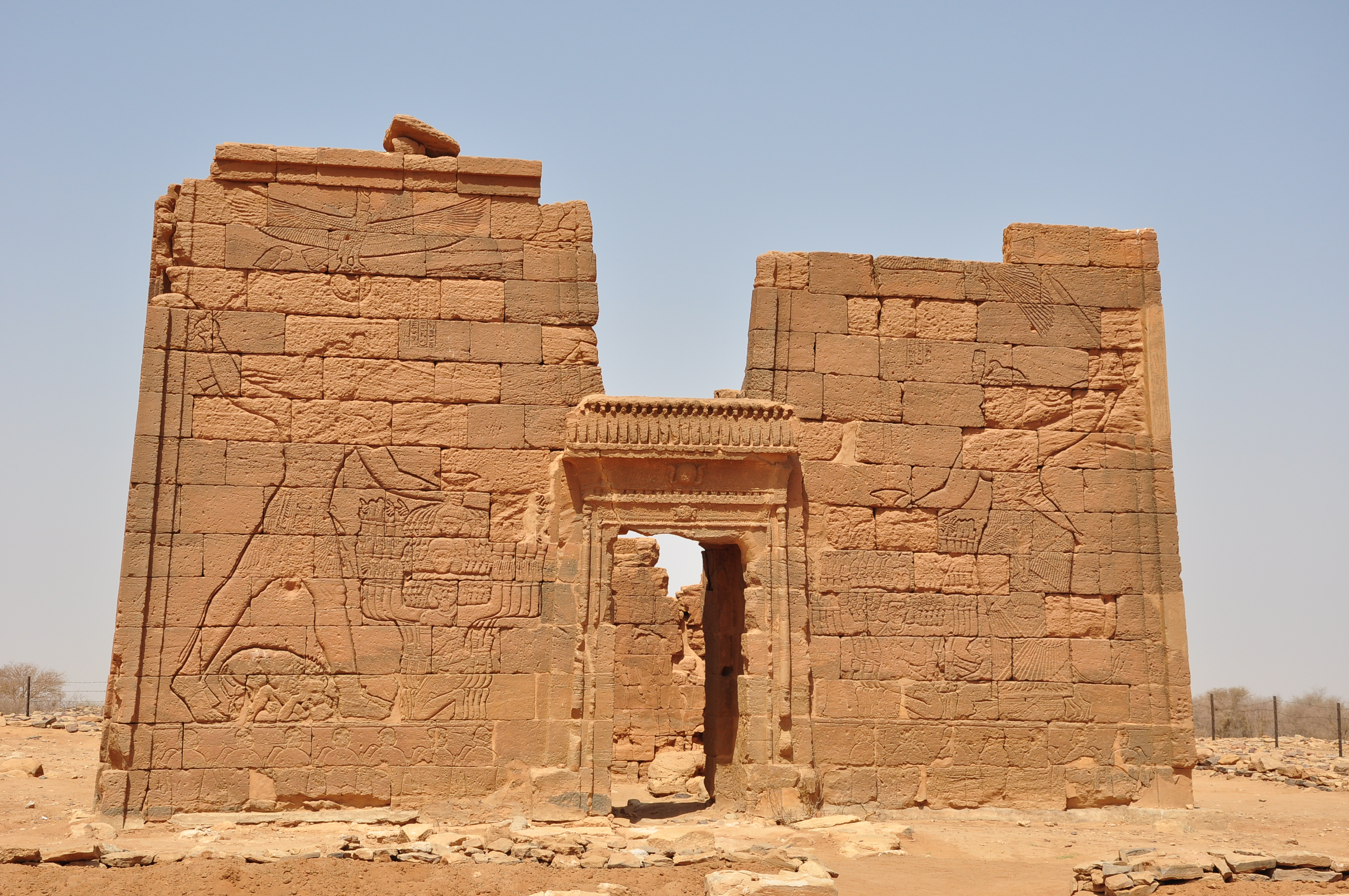
Pilons con reina Amanitore y rei Natakamani destrozando enemigos. La reina sostiene una espada, el rey un hacha
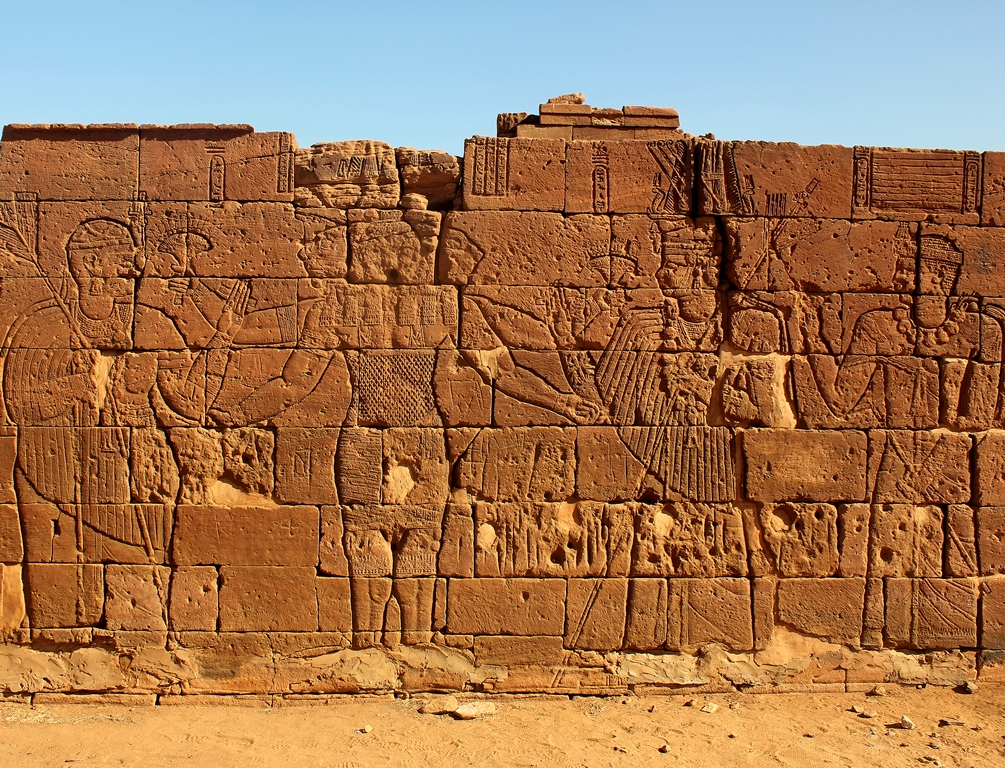
Apedemak de tres cabezas con cuatro brazos
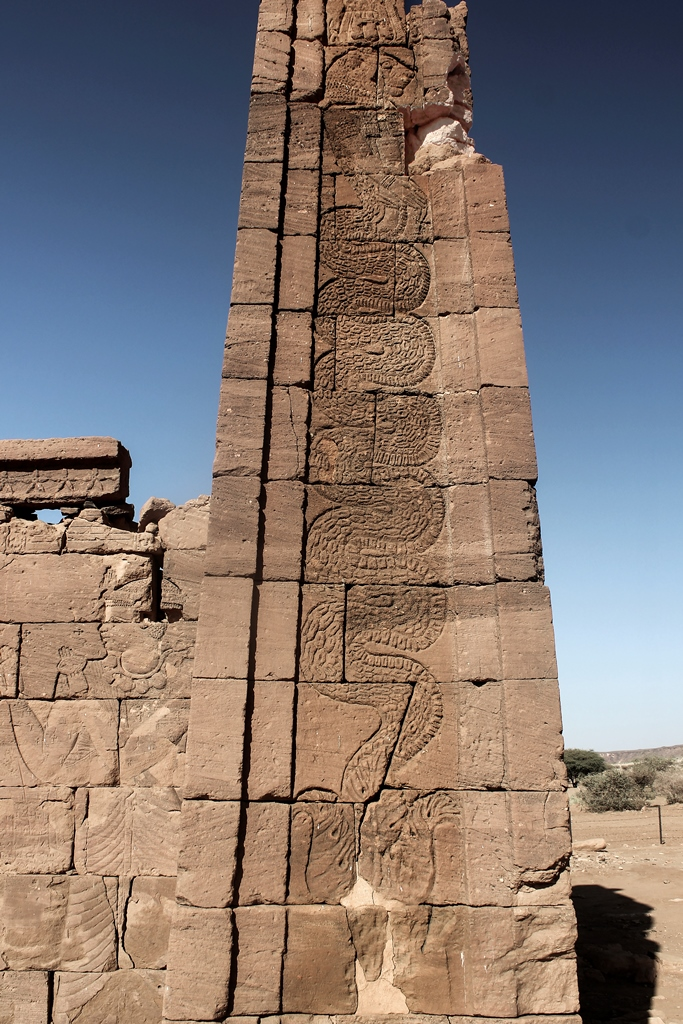
Apedemak emergiendo de una flor de loto en forma de serpiente con cabeza de león

### Quiosco romano

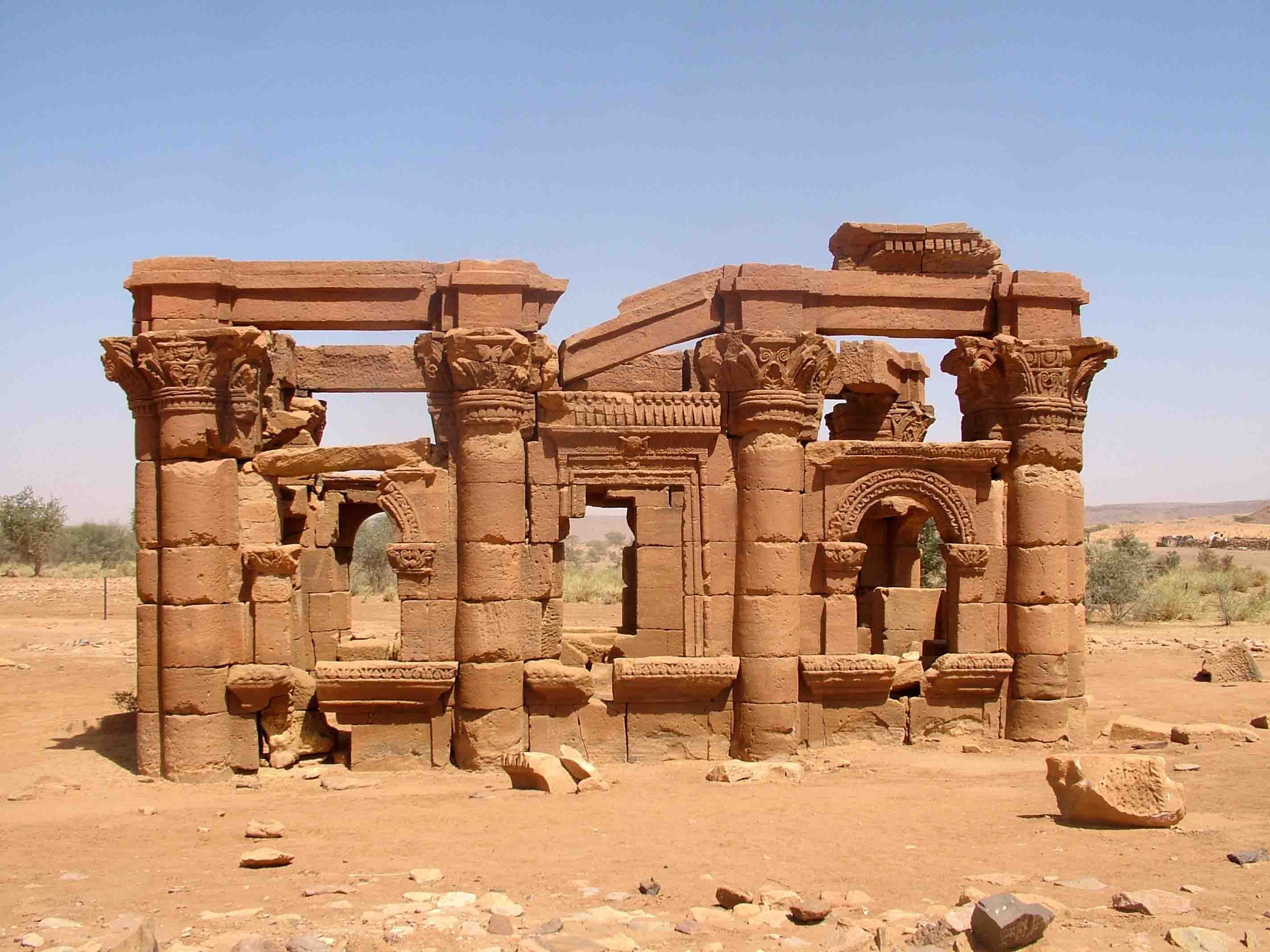
El quiosco romano

El kiosco romano es un pequeño templo cerca del edificio principal del templo, que tiene fuertes elementos helenísticos. La entrada al quiosco es egipcia y está rematada por un dintel con una hilera de uraeus sagrados, pero los lados están formados por columnas con capiteles corintios floridos con ventanas arqueadas de estilo romano.

### Templo 500
Al pie de los acantilados de arenisca del Gebal Naqa se encuentra el templo llamado "500". Fue construido por Shanakdakhete alrededor del año 135 a. C., lo que lo convierte en el edificio más antiguo del lugar. Los textos en las paredes del templo son los escritos más antiguos conocidos en jeroglíficos meroiticos. A juzgar por los relieves, el templo estaba dedicado a la tríada tebana de Amón, Mut y Khonsu, así como a Apedemak.